# Kadıovacık, Urla
Kadıovacık là một xã thuộc huyện Urla, tỉnh İzmir, Thổ Nhĩ Kỳ. Dân số thời điểm năm 2010 là 214 người.